# Ulrich Karnatz
Ulrich Karnatz (Rostock, 2 dicembre 1952) è un ex canottiere tedesco.

## Palmarès

### Olimpiadi
- 2 medaglie:
  - 2 ori (Montréal 1976 nell'otto; Mosca 1980 nell'otto)

### Mondiali
- 4 medaglie:
  - 4 ori (Nottingham 1975 nell'otto; Amsterdam 1977 nell'otto; Cambridge 1978 nell'otto; Bled 1979 nell'otto)